# Exacum dipterum
Exacum dipterum là một loài thực vật có hoa trong họ Long đởm. Loài này được Klack. mô tả khoa học đầu tiên năm 1985.